# Rozgity
Rozgity (deutsch Rosgitten) ist ein Ort in der polnischen Woiwodschaft Ermland-Masuren. Er gehört zur Gmina Dywity (Landgemeinde Diwitten) im Powiat Olsztyński (Kreis Allenstein).

## Geographische Lage
Rozgity liegt im Westen der Woiwodschaft Ermland-Masuren, elf Kilometer nördlich der Kreis- und Woiwodschaftshauptstadt Olsztyn (deutsch Allenstein).

## Geschichte
Bereits vor 1399 wurde Rosegythen gegründet. Es bestand anfänglich aus mehreren kleinen Höfen und Gehöften. Die Landgemeinde Rosgitten kam 1874 zum neu errichteten Amtsbezirk Diwitten (polnisch Dywity) im ostpreußischen Kreis Allenstein.
Im Jahre 1910 waren in Rosgitten 80 Einwohner gemeldet. Ihre Zahl verringerte sich bis 1933 auf 75 und belief sich 1939 auf 63.
Als 1945 in Kriegsfolge das gesamte südliche Ostpreußen an Polen fiel, erhielt Rosgitten die polnische Namensform „Rozgity“. Das Dorf ist heute eine Ortschaft innerhalb der Landgemeinde Dywity (Diwitten) im Powiat Olsztyński (Kreis Allenstein), von 1975 bis 1998 der Woiwodschaft Olsztyn, seither der Woiwodschaft Ermland-Masuren zugehörig. Im Jahre 2021 zählte Rozgity 102 Einwohner.

## Kirche
Bis 1945 war Rosgitten in die evangelische Kirche Allenstein in der Kirchenprovinz Ostpreußen der Kirche der Altpreußischen Union, außerdem in die römisch-katholische Kirche Diwitten (polnisch Dywity) eingepfarrt.
Katholischerseits besteht auch für Rozgity der Bezug zu Dywity. Die Kirche gehört nun zum Dekanat Olsztyn II - Zatorze im Erzbistum Ermland. Evangelischerseits gehört das Dorf auch noch zur – nun mit einem Namen versehenen – Christus-Erlöser-Kirche Olsztyn, nunmehr in der Diözese Masuren der Evangelisch-Augsburgischen Kirche in Polen.

## Verkehr
Rozgity liegt östlich der polnischen Landesstraße 51, der einstigen deutschen Reichsstraße 134. Das Dorf ist über die Abfahrt in Spręcowo (Spiegelberg) zu erreichen. Eine von Sętal (Süssenthal) bis nach Różnowo (Rosenau) führende Nebenstraße verläuft durch Rozgity. Eine Bahnanbindung besteht nicht.